# Synema maculatovittatum
Synema maculatovittatum är en spindelart som beskrevs av Lodovico di Caporiacco 1954. Synema maculatovittatum ingår i släktet Synema och familjen krabbspindlar.
Artens utbredningsområde är Franska Guyana. Inga underarter finns listade i Catalogue of Life.